# Cardiff (New York)
Cardiff è una piccola borgata (hamlet) della contea di Onondaga, New York, situata a sud di Syracuse. Prende il nome da Cardiff, la capitale del Galles.

## Storia
La località è famosa per essere stata il luogo dove era ubicata la fattoria di William C. "Stub" Newell, in cui il 16 ottobre 1869 venne scoperto il "gigante di Cardiff", una famosa bufala.
Nel 1993, Cardiff fu colpita da una frana quando parte della Bare Mountain investì case e intrappolò alcuni residenti. Il primo pomeriggio del 27 aprile cambiò la vita di molte persone che vivevano in Tully Farms Road. Le proprietà erano coperte di fango e argilla, alte 15 piedi in alcuni punti.